# مركز إداري
المركز الإداري هو مقر الإدارة الإقليمية أو الحكومة المحلية، أو مدينة المقاطعة، أو المكان الذي توجد فيه الإدارة المركزية للبلدية.
في روسيا، يُطلق المصطلح على الأماكن المأهولة التي تُمثل مقرًا حكوميًا لمنشآت من مستويات متنوعة، باستثناء الجمهوريات حيث يُستخدم مصطلح "العاصمة" للإشارة إلى مقر الحكومة. علمًا بأن العاصمة في روسيا لا تُطلق عليها مصطلح "المركز الإداري".
في المملكة المتحدة، يختلف مركز السلطة المحلية عن المقاطعة التاريخية التي تضم مدينة المقاطعة.